# Championnats de Belgique d'athlétisme 1997
Les Championnats de Belgique d'athlétisme 1997 toutes catégories ont eu lieu les 5 et 6 juillet 1997 à Bruxelles.

## Résultats
| Hommes | Prestation | Catégorie | Femmes | Prestation |
| ------ | ---------- | --------- | ------ | ---------- |

## Sources
- Ligue belge francophone d'athlétisme